# Han llegado (película de 1996)
Para la película de 2016 véase La llegada
¡Han llegado! (en inglés: The Arrival) es una película de suspense y de ciencia ficción estrenada en 1996, escrita y dirigida por David Twohy, protagonizada por Charlie Sheen y coprotagonizada por Lindsay Crouse, Ron Silver, Teri Polo y Richard Schiff. Sheen interpreta al radioastrónomo Zane Zaminsky, que descubre evidencia de vida extraterrestre inteligente y enseguida se ve envuelto en una conspiración que pone su vida patas arriba.

## Trama argumental
Zane Zaminsky, radioastrónomo del SETI, detecta una señal de radio extraterrestre procedente de Wolf 336, una estrella situada a 14 años luz de la Tierra. Zane informa de su descubrimiento a su supervisor, Phil Gordi Gordian, del Laboratorio de Propulsión a Chorro de la NASA. Sin embargo, Gordian desestima los hallazgos de Zane. Posteriormente, Zane es despedido por supuestos recortes presupuestarios e incluido en la lista negra, lo que le impide trabajar en otros radiotelescopios. Zane acepta un trabajo como instalador de antenas parabólicas de televisión y desarrolla en secreto su propio sistema de interferometría valiéndose de las antenas parabólicas que ha instalado a sus clientes del vecindario. Es entonces cuando Zane empieza a trabajar de nuevo de forma encubierta desde el ático de su casa, con la ayuda de su joven vecino de al lado, Kiki.
Una noche vuelve a detectar la misma señal de radio extraterrestre, aquella que logró captar cuando trabajaba para el SETI, pero Zane se da cuenta de que la señal está siendo «ahogada» por una señal terrestre proveniente de una estación de radio mexicana. Intenta buscar la ayuda de su antiguo compañero de trabajo, Calvin, pero descubre que ha fallecido, supuestamente debido a una intoxicación por monóxido de carbono.
Zane viaja a México y descubre que la estación de radio ha sido destruida por un incendio. Mientras explora la zona, se topa con una planta de energía eléctrica recientemente construida, donde ve a una mujer forcejeando con las fuerzas de seguridad de la planta que intentan confiscar su equipo de análisis atmosférico. Entonces Zane interviene para defenderla, pero acaban por detener a ambos.
Mientras están retenidos en una sala de la planta, esta mujer le dice a Zane que su nombre es Ilana Green, y que trabaja como climatóloga para el Centro Nacional para la Investigación Atmosférica. Ilana le explica a Zane que la temperatura de la Tierra ha aumentado unos pocos grados de forma muy rápida, lo que ha provocado el derretimiento del hielo polar y un cambio en el ecosistema. Ilana está investigando la central eléctrica, que parece ser una de varias instalaciones construidas recientemente en todo el mundo desarrollado que pueden ser responsables del aumento de la temperatura. Los dos son liberados, pero el equipamiento de Ilana es confiscado y Zane se da cuenta de que uno de los guardias tiene un parecido sorprendente con Gordian. Mientras Zane e Ilana intentan reagruparse, Gordian envía a unos agentes disfrazados de jardineros a la casa de Zane para que depositen un dispositivo en su ático y succione todo su equipamiento. Zane deja a Ilana que continúe investigando la planta de energía, pero una noche un individuo desconocido deposita unos escorpiones en la habitación del motel donde está alojada, que acaban matándola.
Zane descubre que la central eléctrica es la fachada de una base subterránea extraterrestre. Los extraterrestres tienen la capacidad de infiltrarse en la sociedad humana usando una piel externa y la base emite cantidades masivas de gases de efecto invernadero.
Entonces regresa al pueblo más cercano con el fin de buscar ayuda del inspector local. Sin embargo, los extraterrestres llevan el cuerpo de Ilana a la comisaría de policía, lo que les lleva a pensar que Zane en el principal sospechoso de su muerte, entonces Zane decide huir y vuelve de regreso a Estados Unidos. Zane intenta localizar a Gordian en la sede del Laboratorio de Propulsión a Chorro y le obliga a confesar que los extraterrestres están tratando de elevar la temperatura de la Tierra con el propósito de exterminar a la raza humana y crear un entorno más habitable para ellos. Zane graba en secreto la conversación y, una vez que Gordian se da cuenta de que ha grabado su confesión, envía a unos agentes para detener a Zane.
Al regresar a casa, Zane descubre que su ático está totalmente vacío. Solicita la ayuda de su novia, Char, y de su joven vecino, Kiki, para que le acompañen a un observatorio de radioastronomía con la intención de enviar su grabación a un satélite de noticias. Sin embargo, Gordian y sus agentes sabotean el telescopio y los controles de los satélites desde el edificio principal, lo que provoca un retraso en los planes de Zane. Zane le confía la cinta a Kiki y le indica que la transmita cuando le den la señal. Zane y Char se escabullen hasta la base del telescopio y se encierran en la sala de control, haciendo los ajustes necesarios. Cuando Zane le ordena a Kiki que active la cinta, Kiki se revela como un agente alienígena y abre la puerta para que Gordian entre. Entonces Gordian se apodera de la cinta impidiendo que la grabación sea transmitida.
Gordian y sus agentes entran por la fuerza en la sala de control del satélite con una furgoneta, pero Zane los rocía con nitrógeno líquido. Mientras intenta recuperar la cinta de la chaqueta congelada de Gordian, uno de los agentes libera accidentalmente una esfera que comienza a engullir todo lo que se encuentra en la sala. Gordian se descongela e intenta agarrar a Zane, pero Zane le amputa el brazo con un hacha. Zane y Char huyen a través del eje de acceso de la estación del radiotelescopio y salen al reflector parabólico antes de que el dispositivo provoque la implosión de la mayor parte del observatorio. Desde su posición ventajosa, ven a Kiki abajo y le ordenan que informe a los extraterrestres que Zane no tardará en transmitir la grabación.
En el epílogo de la película se ve como la conversación que Zane mantiene con Gordian es transmitida a todo el mundo en muchas cadenas de televisión.

## Reparto
- Charlie Sheen (1965-) como Zane Zaminski, un radioastrónomo del SETI.
- Lindsay Crouse (1948-) como Ilana Green, científica de Centro Nacional para la Investigación Atmosférica que investiga el efecto de los gases de efecto invernadero en el Ártico.
- Teri Polo (1969-) como Char, una banquera de inversiones y la novia de Zane.
- Richard Schiff (1955-) como Calvin, colega de Zane en el SETI.
- Leon Rippy (1949-) como DOD n.º 1, el agente principal contratado por Phil Gordian.
- Tony T. Johnson (1980-) como Kiki, vecino de Zane.
- Ron Silver (1946-2009) como Phil Gordi Gordian, supervisor de Zane y Calvin en el Laboratorio de Propulsión a Chorro de la NASA. Ron Silver también aparece como un guardia mexicano a quien Zane conoce en la ciudad ficticia de San Marsol.

## Producción
Antes del estreno de la película, el título provisional era Shockwave (‘onda de choque’).
El rodaje se llevó a cabo principalmente en México, con escenas adicionales filmadas en el Radiobservatorio de Owens Valley, en Big Pine, 606 km al este de la ciudad de San Francisco (California).
Todas las criaturas alienígenas fueron creadas digitalmente para la película por la empresa Pacific Data Images.
Charlie Sheen había colaborado previamente con David Twohy en la película Velocidad terminal y Twohy había escrito el papel principal con la intención de que Sheen fuera el protagonista.

## Recepción
La película fue recibida positivamente por los críticos.
En la página web de Rotten Tomatoes tiene una calificación del 66 % según las reseñas de 35 críticos, con una puntuación promedio de 6.2 sobre una base de 10, y su consenso afirma que «Han llegado es sofisticada e ingeniosa, y ofrece un giro sorprendentemente inteligente en el género de invasiones extraterrestres».

## Recaudación
La película fue un fracaso comercial. Solo recaudó 14 millones de dólares en el mercado nacional estadounidense, frente a un presupuesto de producción estimado de 25 millones de dólares.
Parte de esto se debió a la exuberante campaña de marketing para el estreno de Independence Day justo un mes después, que se convirtió en un fenómeno taquillero. Sin embargo, ¡Han llegado! tuvo una racha bastante exitosa a nivel internacional, en parte porque Charlie Sheen todavía contaba en aquellos años con una gran popularidad en todo el mundo.

### Multimedia
El 21 de abril de 2009 se lanzó una versión en blu-ray de la película. A diferencia del lanzamiento en laserdisc, la versión en blu-ray no incluye características especiales. La película en laserdisc contenía comentarios, documentales y finales alternativos no incluidos en las versiones de blu-ray o DVD.

## Secuela
El 6 de noviembre de 1998 se estrenó una secuela: 
Han llegado 2 (segundo contacto).
Fue dirigida por Kevin S. Tenney, y protagonizada por
Patrick Muldoon,
Michael Sarrazin,
Jane Sibbett,
Catherine Blythe,
Michael Scherer y
Larry Day.

## Videojuego
El videojuego The Arrival se estrenó para Windows en 1997.